# مارجوري دود
مارجوري دود (بالإنجليزية: Marjorie Dodd)‏ هي لاعب كرة مضرب أمريكية، ولدت في 14 يناير 1894، وتوفيت في 1968.